# Conferința de Est (NBA)
Conferința de Est e una dintre cele douǎ conferințe din National Basketball Association. E compusǎ din 15 echipe, organizate fiecare în câte trei divizii fiecare.

## Echipe
Conferința de Est este împărțită în 3 divizii a câte 5 echipe:
| Atlantic Division - Boston Celtics - New York Knicks - New Jersey Nets - Philadelphia 76ers - Toronto Raptors | Divizia Sudestică - Atlanta Hawks - Charlotte Bobcats - Miami Heat - Orlando Magic - Washington Wizards | Divizia Centrală - Chicago Bulls - Cleveland Cavaliers - Detroit Pistons - Indiana Pacers - Milwaukee Bucks |

## Campioanele Conferinței de Est
Conferința de Est a fost numită Divizia de Est până în 1970
| - 1947: Philadelphia Warriors - 1948: Philadelphia Warriors - 1949: Washington Capitols - 1950: Syracuse Nationals - 1951: New York Knicks - 1952: New York Knicks - 1953: New York Knicks - 1954: Syracuse Nationals - 1955: Syracuse Nationals - 1956: Philadelphia Warriors - 1957: Boston Celtics - 1958: Boston Celtics - 1959: Boston Celtics - 1960: Boston Celtics - 1961: Boston Celtics - 1962: Boston Celtics - 1963: Boston Celtics - 1964: Boston Celtics - 1965: Boston Celtics - 1966: Boston Celtics - 1967: Philadelphia 76ers | - 1968: Boston Celtics - 1969: Boston Celtics - 1970: New York Knicks - 1971: Baltimore Bullets - 1972: New York Knicks - 1973: New York Knicks - 1974: Boston Celtics - 1975: Washington Bullets - 1976: Boston Celtics - 1977: Philadelphia 76ers - 1978: Washington Bullets - 1979: Washington Bullets - 1980: Philadelphia 76ers - 1981: Boston Celtics - 1982: Philadelphia 76ers - 1983: Philadelphia 76ers - 1984: Boston Celtics - 1985: Boston Celtics - 1986: Boston Celtics - 1987: Boston Celtics - 1988: Detroit Pistons | - 1989: Detroit Pistons - 1990: Detroit Pistons - 1991: Chicago Bulls - 1992: Chicago Bulls - 1993: Chicago Bulls - 1994: New York Knicks - 1995: Orlando Magic - 1996: Chicago Bulls - 1997: Chicago Bulls - 1998: Chicago Bulls - 1999: New York Knicks - 2000: Indiana Pacers - 2001: Philadelphia 76ers - 2002: New Jersey Nets - 2003: New Jersey Nets - 2004: Detroit Pistons - 2005: Detroit Pistons - 2006: Miami Heat - 2007: Cleveland Cavaliers - 2008: Boston Celtics - 2009: Orlando Magic | - 2010: Boston Celtics - 2011: Miami Heat - 2012: Miami Heat - 2013: Miami Heat - 2014: Miami Heat - 2015: Cleveland Cavaliers - 2016: Cleveland Cavaliers - 2017: Cleveland Cavaliers - 2018: Cleveland Cavaliers - 2019: Toronto Raptors - 2020: Miami Heat - 2021: Milwaukee Bucks - 2022: Boston Celtics - 2023: Miami Heat - 2024: Boston Celtics |

Campioane NBA cu litere îngroșate

## Lista echipelor din Conferința de Est cu cele mai multe campionate
- 21: Boston Celtics
- 9: Philadelphia 76ers – Syracuse Nationals
- 8: New York Knicks
- 6: Chicago Bulls
- 6: Miami Heat
- 5: Detroit Pistons
- 5: Cleveland Cavaliers
- 4: Washington/Baltimore Bullets
- 3: Philadelphia Warriors
- 2: Orlando Magic
- 2: New Jersey Nets
- 1: Indiana Pacers
- 1: Washington Capitols
- 1: Toronto Raptors